# Ligne 69 (Infrabel)
Pour les articles homonymes, voir Ligne 69.
La ligne 69 est une ligne ferroviaire belge du réseau Infrabel qui relie les villes de Courtrai, Ypres et Poperinge. Longue d'environ 42 kilomètres, elle comporte une ou deux voies à écartement standard, est électrifiée sur l'ensemble de son parcours (hormis bien sûr la section déferrée de Poperinge à la frontière).
Elle est mise en service en 1853-1854 entre Courtrai et Poperinge, par la Société des chemins de fer de la Flandre-Occidentale (FO) concessionnaire et exploitante. En 1870 elle est prolongée de Poperinge à la frontière entre la Belgique et la France et reliée aux chemins de fer français par une ligne joignant la frontière à la gare d'Hazebrouck.

## Historique

### Chronologie
- 15 janvier 1853, mise en service de la section de Courtrai à Wervik (17,266 km)[1] ;
- 20 juin 1853, mise en service de Wervik à Comines (3,677 km)[1] ;
- 23 janvier 1853, mise en service de Comines à Ypres (12,845 km)[1] ;
- 20 mars 1854, mise en service de Ypres à Poperinge (9,939 km)[1] ;
- 10 juin 1870, mise en service de Poperinge à la frontière[2] (7,9 km) ;
- 23 mai 1954, fermeture du service voyageurs de Poperinge à la frontière ;
- 26 septembre 1970, fermeture du service marchandises de Poperinge à la frontière ;
- 1972, démontage de cette section.

### Histoire
Le tracé de la ligne 69 du réseau Infrabel est inclus dans le réseau obtenu en concession par la Société des chemins de fer de la Flandre-Occidentale le 21 mars 1845.

## Infrastructure

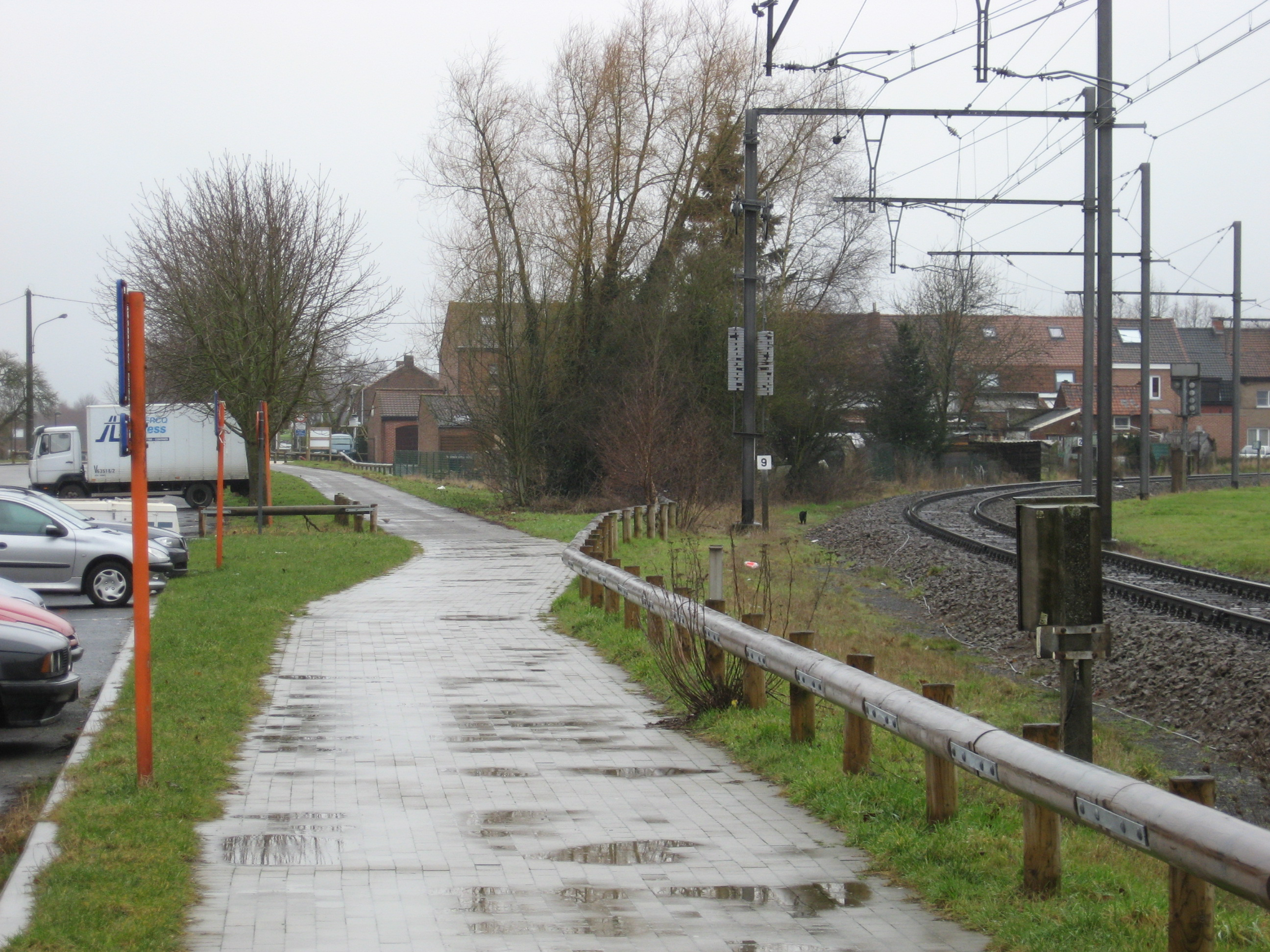
La ligne 69 tourne au nord en quittant Comines vers Ypres. Tout droit: piste cylable sur l'ancienne ligne 67 vers Armentières.

### Ligne
C'est une ligne à écartement standard, à deux voies entre l'embranchement de Courtrai-Ouest et Comines et à une voie de Comines à Poperinge, si ce n'est que les gares d'Ypres et de Poperinge ont chacune plusieurs voies. Elle est électrifiée en 3 kV avec une vitesse de référence à 160 km/h.

### Gares en service
Liste des gares ouvertes de la ligne avec leur point kilométrique : Bissegem (1,800), Wevelgem (5,300), Menin (10,500), Wervicq (15,700), Comines (19,300), Ypres (32,123), Poperinge (41,970).